# Manuel Mujica Lainez
Manuel Bernabé Mujica Lainez (Buenos Aires, 11 de septiembre de 1910-La Cumbre, 21 de abril de 1984) fue un escritor, crítico de arte y periodista argentino. Era conocido en el ambiente literario porteño con el sobrenombre «Manucho». 
Es reconocido por su ciclo de novelas históricas llamadas «La Saga Porteña», conformada por Los ídolos (1953), La casa (1954), Los viajeros (1955) e Invitados en El Paraíso (1957), por su ciclo de novelas históricas-fantásticas constituidas por Bomarzo (1962), El unicornio (1965), El laberinto (1974) y El escarabajo (1982), y célebre por sus dos primeros libros de cuentos, Aquí vivieron (1949) y Misteriosa Buenos Aires (1950). 
Su novela El laberinto (1974) es considerada como una de las últimas novelas pertenecientes al realismo mágico en el continente. Recibió a lo largo de su vida numerosas distinciones y premios, entre los que se destacan la distinción de Oficial de la Orden de las Artes y las Letras (1964), la distinción de Comendador de la Orden de Mérito (1967) ofrecida por el gobierno italiano y la Legión de Honor del Gobierno de Francia (1982). En 1964, recibió el Premio John F. Kennedy por su novela Bomarzo, compartido con Julio Cortázar por su novela Rayuela.

## Biografía

### Origen familiar y primeros años
Manuel Mujica Lainez "Manucho" nació en Buenos Aires el 11 de septiembre de 1910, en una familia de orígenes aristocráticos y emparentada con las familias patricias y fundadoras de la Argentina. Era hijo de Manuel Mujica Farías (1870-1939) y Lucía Láinez Varela (1883-1975). Tenía un hermano menor, Roberto Lucio (1913-1993). 
Su madre, que dominaba el idioma francés, escribía obras de teatro. Por eso Manuel tuvo sus comienzos literarios a los seis años escribiendo una obra de teatro. El padre era un hombre que "fue una especie de solterón siempre"; según el mismo Manucho podría haber sido su abuelo y era un adinerado clubman, ya que fue su padre cuando tenía cuarenta años siendo 13 años mayor que la madre (de 27).
Su abuelo paterno era Eleuterio Santos Mujica y Covarrubias —un descendiente de Juan de Garay, quien fuera gobernador de Nueva Andalucía del Río de la Plata desde 1578 hasta 1583 y fundador de las ciudades de Santa Fe en 1573 y Buenos Aires en 1580— que le inculcó el amor a la tierra natal. El abuelo materno era Bernabé Láinez Cané, hermano de Manuel Láinez, quien le transmitió el gusto por la literatura. La abuela materna era Justa Varela, una sobrina de Juan Cruz y Florencio Varela.
La infancia de Manuel Mujica Lainez estuvo muy influida por un accidente que sufrió: siendo muy niño cayó sobre una cacerola con agua hirviendo, por lo cual se quemó gran parte de su cuerpo, y durante su convalecencia sus parientas para consolarlo le contaban cuentos, muchos de ellos basados en anécdotas reales de la historia argentina. De esta manera sus cuatro tías le influyeron mucho y siempre las recordó con mucho afecto; por ejemplo, Ana María Láinez le influyó con su orientalismo, relatándole creencias de Asia. También fue muy influyente su abuela materna. Tenía un hermano que tras criarse en París se dedicó a ser periodista en Estados Unidos.
En 1923 su familia se trasladó a Europa, una costumbre habitual de la clase alta de la época. Residieron primero en París, donde estudió en la École Descartes, y posteriormente en Londres, donde continuó su formación con un tutor, Mr. White. Regresó a su país natal en el año 1928 junto con su hermano menor y su padre, y terminó sus estudios en el Colegio Nacional de San Isidro. Por insistencia de su familia, comenzó la carrera de Derecho.

### Comienzos de su carrera
En 1932, el mismo año que abandonó la carrera de derecho, accedió como redactor al diario La Nación, inicialmente en la sección de noticias de sociedad. Continuaría colaborando tanto en La Nación como en otras publicaciones (como la revista El Hogar) como crítico de arte y cronista de viajes. Muchos de sus artículos fueron recogidos y publicados en libro. 
En 1936 se casó con Ana de Alvear Ortiz Basualdo, también de familia aristocrática, con quien tendría tres hijos (Diego, Ana y Manuel). Ese mismo año publicó su primer libro, Glosas castellanas, una serie de ensayos centrados en su mayor parte en el Quijote.
En 1939 publicó su primera novela, Don Galaz de Buenos Aires. Le siguen las biografías de su antepasado Miguel Cané (padre) (1942) y de los poetas gauchescos Hilario Ascasubi (Vida de Aniceto el Gallo, 1943) y Estanislao del Campo (Vida de Anastasio el Pollo, 1947).

### Saga porteña
En 1949 y 1950 publicó dos libros de cuentos que, por su semejanza de temas, formas y estilo, marcan el comienzo de su madurez literaria. El primero, Aquí vivieron, recorre, a través de cuentos ambientados en distintas épocas, la historia de una quinta ubicada en San Isidro, desde su construcción hasta su demolición. El segundo, Misteriosa Buenos Aires, sigue una estructura similar, aunque en lugar de una casa recorre la historia de la capital argentina, desde su fundación en 1536 hasta el año del centenario de la Revolución de Mayo, en 1910. Son cuentos en los que se mezclan sucesos históricos y personajes reales con personajes ficticios, y van desde el realismo histórico hasta lo fantástico. En ambos libros están presentes elementos característicos de la prosa de Mujica Lainez, los cuales aparecen también en sus novelas, como el uso de un lenguaje cultivado y elegante sin llegar a ser ostentoso u opaco, el interés por la historia (tanto argentina como europea) y el retrato del auge y la decadencia de la alta burguesía argentina. 
En los años siguientes publicó una tetralogía conocida como Saga porteña o Ciclo porteño: Los ídolos (1953), La casa (1954), Los viajeros (1955), e Invitados en El Paraíso (1957). Son novelas que pueden leerse como piezas autónomas, en las que evoca el mundo de la aristocracia argentina, desde una perspectiva que muchos consideran decadente.
Un sector de la crítica incluso las considera como lo mejor de su producción, «no sólo por su magistral construcción literaria, sino también por lo que contienen de testimonio profundamente sentido. Son narraciones luminosas, pobladas de personajes contemplados con humor, con mirada no torva ni demoledora sino piadosa y hasta jovial.»

### Ciclo europeo
Considerando agotado el tema argentino, Mujica Lainez guardó un silencio creativo de cinco años, durante los cuales se dedicó a viajar por el mundo y escribir crónicas para La Nación. La experiencia de estos viajes lo motivó a escribir una segunda serie de novelas históricas ambientadas en Europa entre la Edad Media y el Renacimiento, y que la crítica extranjera considera como sus obras más logradas: Bomarzo (1962), El unicornio (1965), El laberinto (1974) y El escarabajo (1982).
Bomarzo es una historia sobre el Renacimiento italiano narrada por un muerto, Pier Francesco Orsini, el noble jorobado que dio nombre a los famosos y extravagantes jardines italianos de Bomarzo, conocidos como Parque de los monstruos. En esta novela se asiste a la coronación de Carlos I de España, a la batalla de Lepanto, pasando por las poco edificantes costumbres de papas y personajes de la época y crímenes de capa y puñal. Es citada a menudo como la más lograda de la serie, y su mejor novela. Sirvió de base para una ópera, con música de Alberto Ginastera y libreto del mismo Mujica Lainez. Se estrenó en Washington D. C. en 1967 y fue prohibida por la dictadura militar de Juan Carlos Onganía, por lo que en la Argentina no se estrenó hasta 1972.
El unicornio está ambientada en la Edad Media francesa de los trovadores. Su protagonista es el hada Melusina, víctima de una maldición por la que, todos los sábados, adopta cuerpo de serpiente y alas de murciélago; testigo de los avatares de la época de las Cruzadas, sigue las peripecias de su prole de Lusignan hasta la toma de Jerusalén  por Saladino. 
El laberinto está protagonizada por Ginés de Silva, el chico que sostiene un cirio encendido y mira al espectador en la parte inferior del cuadro El entierro del Conde de Orgaz de El Greco, y en el que, según algunos autores, estaría retratado Jorge Manuel Theotocopuli, el hijo de El Greco. Esta novela presenta la sociedad española en tiempos de Felipe II, su esplendor y su miseria, antes de que el protagonista partiera hacia América. Este declara ser hijo de la La ilustre fregona cervantina, y sobrino del Caballero de la mano en el pecho, y con esos nombres presenta a personajes que van desde Lope de Vega al Inca Garcilaso, pasando por Fray Martín de Porres o Juan Espera-en-Dios, el Judío Errante (que, de una forma u otra, aparece en todas las obras de la trilogía formada por Bomarzo, El unicornio y El laberinto).
A fines de la década, aparecen los cuentos de Crónicas reales (1967) y la novela De milagros y de melancolías (1968). Agotado por la labor de documentación y reconstrucción de época de sus novelas anteriores, en estas obras Mujica Láinez adopta un tono deliberadamente burlesco, irónico, reescribiendo la historia europea (en Crónicas reales) y la de la conquista de América (en De milagros y de melancolías).

### Retiro aEl Paraísoy últimos años
En 1969 se jubiló de su empleo en La Nación, vendió su casa del barrio de Belgrano, donde vivía desde 1936, y se trasladó con su familia a una casona de estilo colonial ubicada en la zona de Cruz Chica, a unos 3 kilómetros del centro de La Cumbre, Córdoba, llamada "El Paraíso", diseñada por León Dourge y edificada en 1922. Ya instalado allí, escribió la novela Cecil (1972), relato autobiográfico narrado por su perro, el whippet Cecil. 
Posteriormente publicó El viaje de los siete demonios (1974), novela de tema esotérico (Mujica Láinez era un gran aficionado a las ciencias ocultas, y se sabe que en su biblioteca poseía algunos antiguos libros de demonología, los cuales aún se conservan), y una serie de novelas (Sergio, Los cisnes, El Gran Teatro) que retoman el ambiente aristocrático porteño de sus primeras obras. 
Su última novela, El escarabajo (1982), cierra el ciclo de novelas históricas. Recurriendo a un procedimiento ya usado con anterioridad, la novela es protagonizada por un anillo egipcio que, hundido en el fondo del mar, cuenta su vida y la de sus posesores, desde la reina Nefertari hasta una millonaria estadounidense, pasando por la mano de uno de los asesinos de Julio César o la de Miguel Ángel, entre otros. Su último libro de cuentos, Un novelista en el Museo del Prado (1984), retoma a su vez tópicos fantásticos: los cuadros del museo de Madrid cobran vida durante la noche.

## Muerte
Falleció en su casa el 21 de abril de 1984, a los 73 años de edad, a causa de un edema pulmonar, y fue sepultado en el cementerio de la cercana localidad de Los Cocos. Dejó inconclusa una novela, Los libres del sur, en la que se encontraba trabajando al momento de su deceso.

## Casa museo del escritor
Por idea y gestión de su viuda, Ana de Alvear, la casa se convirtió en museo y se abrió al público en el año 1987, creándose en el año 1989 una fundación privada que pudiera hacerse cargo del sostenimiento de la misma.
Ana de Alvear fue la presidente de la fundación hasta su fallecimiento, en el año 1994.
Durante la gestión de Eduardo Arnaud e Inés de Goyanes Allende (1994-2006) miles de libros de la biblioteca del escritor y muchos de sus objetos fueron robados y vendidos ilegalmente por el presidente de la fundación, dando pie a una causa que al día de la fecha se encuentra prescrita y de la cual pocos objetos han sido recuperados.
En julio de 2014 la Fundación Mujica Láinez (presidida por la hija del escritor) anunció el inminente cierre del Museo por falta de recursos para mantenerlo, ante lo cual la ministra de Cultura Teresa Parodi manifestó su intención de otorgar un subsidio mensual a la institución, mientras que en el Congreso se presentó un proyecto para declararlo Monumento Histórico Nacional, algo que finalmente se realizó en el año 2015, aunque la primera ayuda económica -segmentada- llegó recién a mediados del 2022. En septiembre de 2016, Ana Mujica se reunió con el ministro de Cultura, Pablo Avelluto; aunque hubo acuerdos de colaboración, no se concretó ninguna ayuda. A marzo de 2017, la situación seguía siendo precaria, debido a dificultades burocráticas y desinterés del gobierno provincial.
Actualmente, la casa museo de sostiene exclusivamente con la venta de entradas y el alquiler de dos propiedades que están dentro del predio y pertenecen a la fundación.

## Obra
La prosa de Mujica Láinez se considera "fluida y culta, de sabor algo arcaico, detallista y preciosista; rehúye la palabra demasiado común, sin buscar sin embargo la desconocida para el lector". Es en especial hábil en reconstruir ambientes, gracias a un dotado talento descriptivo y una gran formación como crítico de arte, aparte de su rica inventiva y su exquisitez literaria, enriquecida por los conocimientos de historia legados a través de sus antepasados. El autor, seducido por las doctrinas esotéricas, creía con firmeza en la reencarnación y declaró escribir "para huir del tiempo". Ese es el tema de la mayor parte de sus obras.
En su narrativa pueden establecerse dos vertientes principales: el tema argentino (La casa, Los viajeros, Invitados en El Paraíso, El Gran Teatro) y las novelas históricas (Bomarzo, El unicornio, El laberinto y El escarabajo).
Una característica recurrente en su obra es el tratamiento de la sexualidad y el erotismo. Cultor de una imagen de dandy frívolo y ambiguo, Mujica Lainez nunca ocultó su homosexualidad, y son numerosas las anécdotas sobre sus relaciones con hombres jóvenes.  En su literatura, esta orientación está presente en varios libros, donde en más de una ocasión narró encuentros de características homoeróticas (como en Bomarzo o Sergio) o bien presentó personajes que encarnaron algún tipo de disidencia homoerótica, como en el caso de Melusina, protagonista de la novela El Unicornio. También escribió cuentos alegóricos como La cabellera negra, donde el escamoteo de referencias de género sobre los protagonistas del cuento permite inferir que se trata de dos amantes varones.

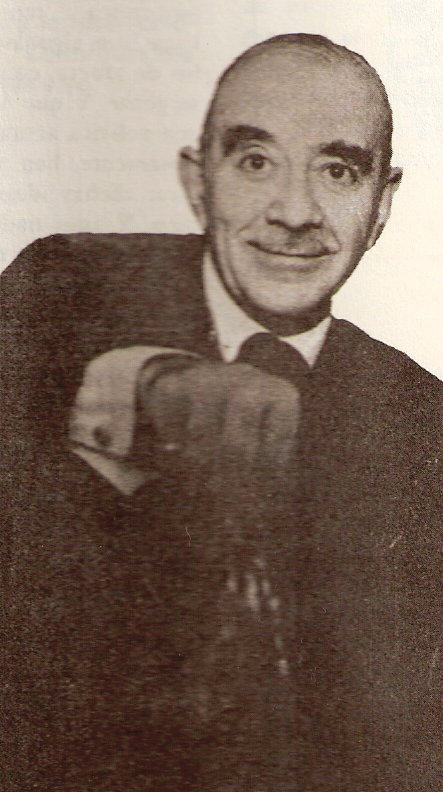
Manuel Mujica Lainez.

### Novelas
- Don Galaz de Buenos Aires (1938)
- Saga porteña
  - Los ídolos (1953)
  - La casa (1954)
  - Los viajeros (1955)
  - Invitados en El Paraíso (1957)
- Bomarzo (1962)
- El unicornio (1965)
- De milagros y de melancolías (1968)
- Cecil (1972)
- El laberinto (1974)
- El viaje de los siete demonios (1974)
- Sergio (1976)
- Los cisnes (1977)
- El Gran Teatro (1979)
- El escarabajo (1982)

### Cuentos
- La Galera (1936)
- Aquí vivieron (1949)
- Misteriosa Buenos Aires (1950)
- Crónicas reales (1967)
- El brazalete y otros cuentos (1978)
- Un novelista en el Museo del Prado (1984)

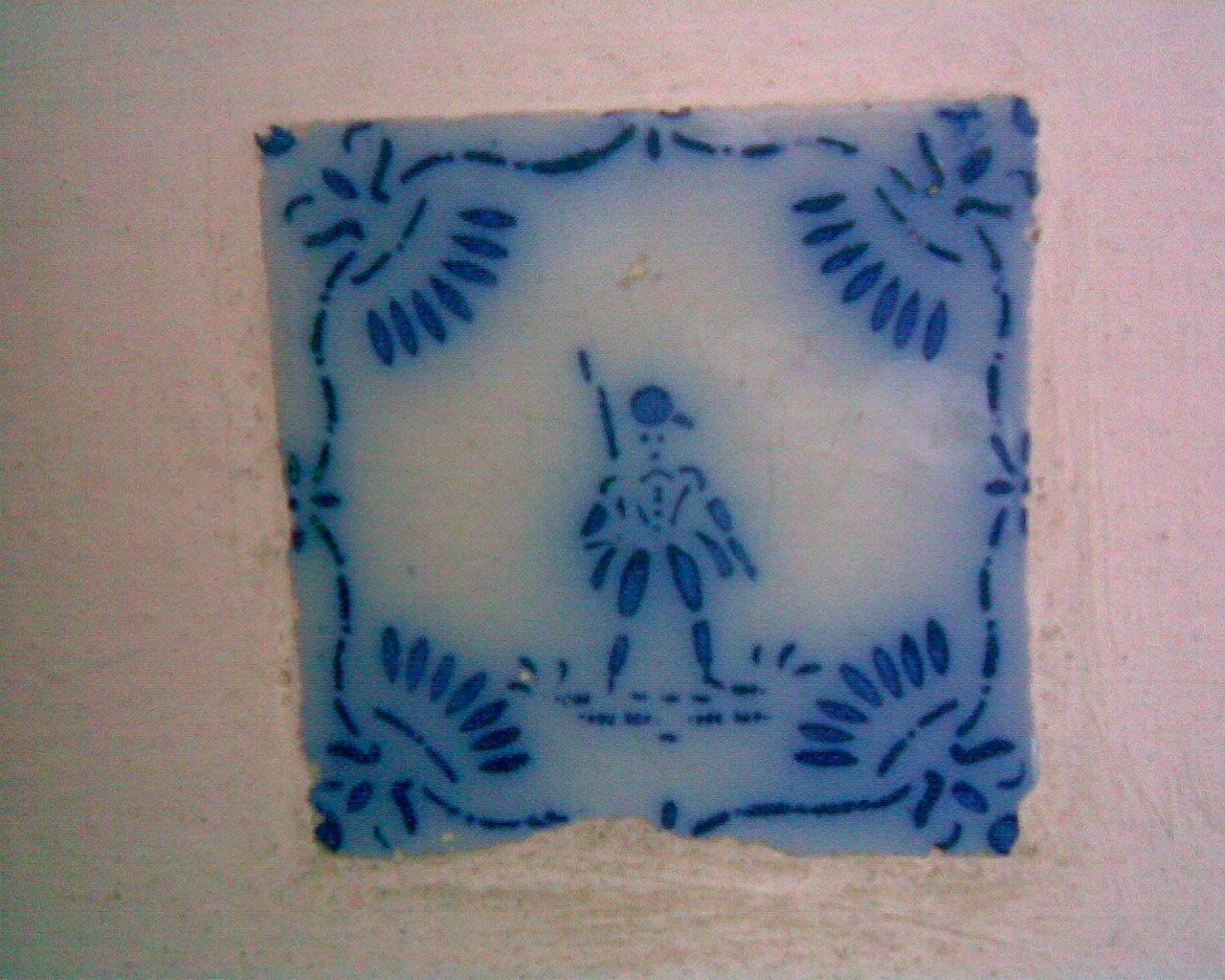
"El hombrecito del azulejo", obra inspirada en el cuento homónimo.

### Ensayos
- Glosas castellanas (1936)
- Héctor Basaldúa (1956)
- Los porteños (1979)

### Biografías
- Luis XVII (1925). Primer libro escrito en francés para el cumpleaños de su padre. Tipeado y encuadernado por su madre, ese libro único desapareció de la Fundación Manuel Mujica Lainez durante la presidencia de Eduardo Arnau e Inés de Allende de Goyanes (1994-2006).
- Miguel Cané (padre) (1942)
- Vida de Aniceto el Gallo, biografía de Hilario Ascasubi (1943)
- Vida de Anastasio el Pollo, biografía de Estanislao del Campo (1947)

### Traducción
- Cuarenta y nueve sonetos, de William Shakespeare (1962)
- Las mujeres sabias de Molière (1964)
- Las falsas confidencias, de Pierre de Marivaux (1967)
- Fedra, de Jean Racine (1972)

### Crónicas periodísticas
- Placeres y fatigas de los viajes I (1983)

### En colaboración
- Canto a Buenos Aires (1943), poemas. Edición Kraft Ltda., con ilustraciones de Héctor Basaldúa.
- Estampas de Buenos Aires (1946), textos sobre Buenos Aires. Editorial Sudamericana, con ilustraciones de Marie Elisabeth Wrede.
- Bomarzo (1967), libreto para una ópera con música de Alberto Ginastera (incluido en Páginas de Manuel Mujica Lainez seleccionadas por su autor, 1982)
- Letra e imágenes de Buenos Aires (1977), textos de Manuel Mujica Láinez y fotografía de Aldo Sessa.
- Más letras e imágenes de Buenos Aires (1978), textos de Mujica Láinez y fotografía de Aldo Sessa.
- Nuestra Buenos Aires (1982), textos de Mujica Láinez y fotos de Aldo Sessa.
- Jockey Club un siglo (1982), textos de Mujica Láinez y fotos de Aldo Sessa.
- Vida y gloria del Teatro Colón (1983), textos de Mujica Láinez y fotos de Aldo Sessa.

### Obras póstumas
- Placeres y fatigas de los viajes II (1984)
- El retrato amarillo (1987), Amigos de Mujica Lainez , con ilustración de Raúl Alonso.
- Cuentos inéditos (1993), Planeta Biblioteca del Sur (incluye El retrato amarillo).
- Genio y figura de Manuel Mujica Lainez (1996) - 2a Edición. Autor: Jorge Cruz. Editorial Universitaria de Buenos Aires. (Incluye Los libres del Sur, novela inconclusa que Mujica Láinez estuvo componiendo hasta su muerte)
- Los porteños II (1998), ensayos.
- Cuentos completos I y II. Alfaguara, con prólogo de Jorge Cruz (2001)
- Luminosa espiritualidad, Asunto Impreso Ediciones, recopilación de dibujos  (laberintos) y textos de Mujica Lainez con prólogo de Guillermo Whitelow (2004)
- El hombrecito del azulejo. Reedición del Cuento de Misteriosa Buenos Aires para la Colección Pan Flauta de Editorial Sudamericana, con ilustraciones de Alejandro Ravassi (2004)
- La viuda del Greco. Editorial Asppan / Kliczkowski-Onlybook - Colección Mini letras - Selección con los relatos: Ubaldo, La viuda del Greco y La mujer de Pablo (2005)
- Los dominios de la belleza, Fondo de Cultura Económica, antología de cuentos y crónicas periodísticas seleccionadas por Alejandra Laera (2005)
- El arte de viajar, Fondo de Cultura Económica, crónicas periodísticas seleccionadas por Alejandra Laera (2007)
- Manuel Mujica Lainez en "El Paraíso", Maizal Ediciones con la Fundación Manuel Mujica Lainez y participación del Fondo Nacional de las Artes. (Incluye el diario de Mujica Láinez sobre la compra de la estancia "El Paraíso"). (2009)
- Cuentos escogidos, Editorial Sudamericana, selección de Jorge Cruz y Gregory Clemons (2009)
- El hombrecito del azulejo. Reedición del cuento en versión cuatrilingüe (castellano, inglés, francés y alemán), Maizal Ediciones con el apoyo del Fondo Nacional de las Artes, con ilustraciones de Sophie le Comte (2010)
- El gran teatro. Reedición publicada conjuntamente por las Fundaciones del Teatro Colón y la Fundación Mujica Lainez con fotografías del Teatro Colón, reproducciones de los bocetos de Parsifal de Héctor Basaldúa y notas inéditas del escritor. Diseño a cargo de Sophie le Comte (2011)
- La pintura ingenua. Crítica de arte (2019)

## Filmografía
Intérprete
- ...(Puntos suspensivos) (1970)
- Comedia rota (1978)

Libro
- De la misteriosa Buenos Aires  (1981)

## Reconocimientos
- Electo miembro de la Academia Argentina de Letras (1956)
- Electo miembro de la Academia Nacional de Bellas Artes en 1959.[22]

## Premios
- Gran Premio de Honor de la SADE en 1955 a su novela La casa.
- Premio Nacional de Literatura en 1963 por su novela Bomarzo.
- Oficial de la Orden de las Artes y las Letras en 1964.
- Comendador de la Orden del Mérito en 1967 otorgado por el gobierno italiano.
- Caballero de la Legión de Honor del Gobierno de Francia, en 1982.
- Ciudadano Ilustre de la Ciudad Autónoma de Buenos Aires, nombrado pocas semanas antes de su muerte 1984.